# Adelaido el conquistador
Adelaido el conquistador fue una historieta mexicana creada por Juan Arthenack el 15 de agosto de 1928 como tira cómica en el suplemento humorístico de El Universal Gráfico. En 1932 salió a la luz su propio comic book, el primero en México, y uno de los primeros en el mundo en contener historietas de un solo personaje.
Adelaido Torongón, el protagonista, es un joven que vive en una zona marginal de una ciudad, pero trata de vestir lo más elegante y pulcro posible para satisfacer sus deseos de conquistar a hermosas jóvenes. Su indumentaria se caracteriza generalmente por un traje, zapatos de charol, pajarita y sombrero Panamá, un bastón y ocasionamente un cigarrillo con boquilla. Sus ínfulas de bien avenido se contraponen a su miseria y a sus fracasos románticos por conquistar a la rica Teresa.
La historieta se distingue porque no se somete a la ola de nacionalismo que cundió en las tiras mexicanas de la época. Por el contrario, Adelaido se asemeja más a la historieta de Estados Unidos. El lenguaje coloquial es moderado, y existen pocos elementos típicamente mexicanos.
En 1932 surge la revista Adelaido el conquistador editada por el mismo Arthenack, un semanario infantil en tamaño de media carta con 16 páginas. Aunque integra pasatiempos y concursos, principalmente contiene historietas de Adelaido. Se convierte en la fundadora de las revistas de historietas en México, aunque no alcanzará gran trascendencia comercial.
- Datos: Q5657501